# Lawrence A. Reid
Lawrence Andrew Reid – amerykański językoznawca, specjalista w zakresie języków austronezyjskich. Zajmuje się przede wszystkim autochtonicznymi językami Filipin, ich historią i rozwojem.
Jest absolwentem Uniwersytetu Hawajskiego, gdzie uzyskał magisterium z językoznawstwa (1964). Doktoryzował się tamże w 1966 r. Studiował także muzykę w Canterbury College w Christchurch (Nowa Zelandia) oraz teologię w Commonwealth Bible College w Brisbane (Australia).
Jego dorobek obejmuje liczne książki, artykuły, recenzje i tłumaczenia. Wśród jego książek można wymienić: An Ivatan Syntax, Central Bontoc: Sentence, Paragraph and Discourse Structures, Philippine Minor Languages: Word Lists and Phonologies, Bontok-English Dictionary, Guinaang Bontok Texts.
Swoją karierę akademicką związał z Uniwersytetem Hawajskim, gdzie był długoletnim wykładowcą. Laureat wielu stypendiów i grantów. Piastował stanowiska badawcze i dydaktyczne w instytucjach w całym regionie Pacyfiku, m.in. na Uniwersytecie w Auckland, Australijskim Uniwersytecie Narodowym i Uniwersytecie Thammasaat (Tajlandia). Pracował także w Instytucie Studiów nad Językami i Kulturami Azji i Afryki w Tokio.
Zajmował się także językami tajwańskimi.

## Publikacje
- An Ivatan syntax (1966)
- Central Bontoc: Sentence, paragraph and discourse (1970)
- Philippine Minor Languages (1971)
- Bontok-English dictionary, with English-Bontok finder list (1976)
- Philippine linguistics: The State of the art: 1970–1980 (1981)
- The demise of Proto-Philippines (1982)
- Guinaang Bontok texts (1992)
- Morphological evidence for Austric (1994)
- Guide to Isinay Orthography (2016)